# Megzsarolva
A Megzsarolva (eredeti cím: The Recruit) 2022-től vetített amerikai kalandsorozat, amelyet Alexi Hawley alkotott. A főbb szerepekben Noah Centineo, Laura Haddock, Aarti Mann, Colton Dunn és Fivel Stewart látható.
Amerikában és Magyarországon 2022. december 16-án mutatta be a Netflix.
2023 januárjában berendelték a második évadot.

## Ismertető
Owen Hendricks kezdő ügyvédként elkezd dolgozni a CIA-nak. Az élete a feje tetejére áll, amikor találkozik egy kelet-európai ügynökkel, aki zsarolással fenyegetőzik, ha nem szabadul ki a börtönből. Ahogy a CIA-val való hosszú távú kapcsolatára fény derül, a férfi belekeveredik a szövevényes nemzetközi politikába. Hendricks tárgyal vele, fenyegető egyénekkel és csoportokkal találja magát szemben, életét kockáztatva, miközben megpróbál eleget tenni feladatának.

## Szereplők

### Főszereplők
| Szereplők      | Színész             | Magyar hang     | Leírás                                                                      |
| -------------- | ------------------- | --------------- | --------------------------------------------------------------------------- |
| Owen Hendricks | Noah Centineo       | Gacsal Ádám     | A CIA újonnan felvett ügyvédje                                              |
| Max Meladze    | Laura Haddock       | Bognár Anna     | Volt CIA ügynök, aki börtönben van, mert halálra vert egy gyanús kamionost. |
| Violet         | Aarti Mann          | Ágoston Katalin | Owen munkatársa, aki szórakozik vele.                                       |
| Lester         | Colton Dunn         | Zöld Csaba      | Owen egy másik munkatársa és Violet bűntársa.                               |
| Hannah         | Fivel Stewart       | Rigler Renáta   | Owen szobatársa és volt barátnője.                                          |
| Terence        | Daniel Quincy Annoh | Kenéz Ágoston   | Owen másik lakótársa és barátja.                                            |
| Janus Ferber   | Kristian Bruun      | Hajdu Steve     | Owen túlterhelt kollégája, aki vonakodva segít neki.                        |
| Walter Nyland  | Vondie Curtis-Hall  | Papucsek Vilmos | Owen főnöke és a CIA jogtanácsosa.                                          |
| Jang Kyu       | Teo Yoo             | Dévai Balázs    |                                                                             |

### Mellékszereplők
| Szereplők   | Színész       | Magyar hang       | Leírás                                                        |
| ----------- | ------------- | ----------------- | ------------------------------------------------------------- |
| Dawn        | Angel Parker  | Nemes Takách Kata | A CIA ügynöke, aki akciót hajt végre Jemenben.                |
| Amelia      | Kaylah Zander | Kelemen Kata      | Owen egy másik kollégája, aki romantikusan érdeklődik iránta. |
| Yoo Jin Lee | Do Hyun Shin  | Koller Virág      |                                                               |
| Jae King    | Omar Maskati  | Kékesi Gábor      |                                                               |

### Magyar változat
- Magyar szöveg: Mihályi Dávid (1. évad), Fuchs Gábor (2. évad)
- Hangmérnök: Halas Péter
- Vágó: Pilipár Éva (1. évad), Wünsch Attila (2. évad)
- Gyártásvezető: Vigvári Ágnes
- Szinkronrendező: Szalay Csongor
- Produkciós vezető: Gál Zsuzsanna (1. évad), Fekete Márk (2. évad)

A szinkront a Direct Dub Studios készítette.

## Évados áttekintés
| Évad | Évad | Epizódok | Amerikai sugárzás  | Amerikai sugárzás  | Amerikai adó     | Magyar sugárzás    | Magyar sugárzás    | Magyar adó |
| Évad | Évad | Epizódok | Évadpremier        | Évadfinálé         | Amerikai adó     | Évadpremier        | Évadfinálé         | Magyar adó |
| ---- | ---- | -------- | ------------------ | ------------------ | ---------------- | ------------------ | ------------------ | ---------- |
|      | 1    | 8        | 2022. december 16. | 2022. december 16. |                  | 2022. december 16. | 2022. december 16. |            |
|      | 2    | 6        | 2025. január 30.   | 2025. január 30.   | 2025. január 30. | 2025. január 30.   |                    |            |

## Epizódok

### 1. évad (2022)
| Sor. | Év. | Cím                            | Rendező               | Író                              | Premier            |
| ---- | --- | ------------------------------ | --------------------- | -------------------------------- | ------------------ |
| 1.   | 1.  | N.K.V.H.Ü. (I.N.A.S.I.A.L.)    | Doug Liman            | Alexi Hawley                     | 2022. december 16. |
| 2.   | 2.  | SZ.S.R.E. (N.L.T.S.Y.P.)       | Doug Liman            | Alexi Hawley                     | 2022. december 16. |
| 3.   | 3.  | F.S.M.CS. (Y.D.E.K.W.Y.D.)     | Alex Kalymnios        | Alexi Hawley és George V. Ghanem | 2022. december 16. |
| 4.   | 4.  | H.A.C.M.CS. (I.Y.D.I.A.A.C.)   | Alex Kalymnios        | Amelia Roper                     | 2022. december 16. |
| 5.   | 5.  | E.A.T.B. (T.S.L.A.Y.P.)        | Emmanuel Osei-Kuffour | Hadi Nicholas Deeb               | 2022. december 16. |
| 6.   | 6.  | SZ.A.H.D.M. (I.C.I.N.C.)       | Emmanuel Osei-Kuffour | Niceole R. Levy                  | 2022. december 16. |
| 7.   | 7.  | M.E.K.E.E.SZ.K. (I.M.F.T.B.S.) | Julian Holmes         | Maya Goldsmith                   | 2022. december 16. |
| 8.   | 8.  | K.A.F.A.A.O.H. (W.T.F.I.O.H.)  | Julian Holmes         | Alexi Hawley                     | 2022. december 16. |

### 2. évad (2025)
| Sor. | Év. | Cím                                    | Rendező       | Író                               | Premier          |
| ---- | --- | -------------------------------------- | ------------- | --------------------------------- | ---------------- |
| 9.   | 1.  | M.N.H.H.Ü. (Y.N.A.H.Y.A.L.)            | Julian Holmes | Alexi Hawley                      | 2025. január 30. |
| 10.  | 2.  | M.A.K.A.F.F. (Y.A.R.A.C.O.T.D.O.P.)    | Jessica Yu    | Bryan Oh                          | 2025. január 30. |
| 11.  | 3.  | I.N.M.E.Ü. (H.H.I.I.T.K.A.L.)          | Viet Nguyen   | Hadi Nicholas Deeb                | 2025. január 30. |
| 12.  | 4.  | A.N.L.K.K.É.SZ. (A.T.N.W.H.Y.P.A.B.H.) | John Hyams    | Sue Chung                         | 2025. január 30. |
| 13.  | 5.  | B.K.GY.M.I. (W.S.T.W.T.P.)             | Julian Holmes | Maya Goldsmith és Neda Davarpanah | 2025. január 30. |
| 14.  | 6.  | É.N.A.L.H.L. (I.D.N.W.T.B.D.I.)        | Alexi Hawley  | Alexi Hawley                      | 2025. január 30. |

## A sorozat készítése
2021. április 28-án jelentették be, hogy a Netflix megvásárolt egy meg nem nevezett kémdrámát, a produkciót az Entertainment One támogatja. Még aznap jelentették be, hogy a projektet Graymail néven Alexi Hawley, több népszerű drámasorozat vezető producere készítette.

### Forgatás
A forgatásá 2021. október 25-én kezdődött Sorel-Tracyban és Los Angelesben. A forgatás 2022. március 28-án fejeződött be.